# Miiko Taka
Miiko Taka (jap. 高美以子 Taka Miiko); właściwie Miiko Shikata (ur. 24 lipca 1925 w Seattle; zm. 4 stycznia 2023) – amerykańska aktorka filmowa i telewizyjna pochodzenia japońskiego; nisei.
Zanim została aktorką pracowała w biurze podróży w Los Angeles. Zagrała m.in. u boku Marlona Brando w obsypanym nagrodami filmie Joshuy Logana Sayonara (1957) oraz w popularnym serialu TV Szogun (1980) z Richardem Chamberlainem w roli głównej.

## Wybrana filmografia
- Sayonara (1957) jako Hana-ogi
- Panda i Magiczny Wąż (1958) – duch ryby (głos)
- Z piekła do wieczności (1960) jako Ester
- Operacja Bottleneck (1961) jako Ari
- Międzynarodowa sprawa (1964) jako Fumiko
- Sztuka miłości (1965) jako Chou Chou
- Idź, nie biegnij (1966) jako Aiko Kurawa
- Władza (1968) jako pani Van Zandt
- Zagubiony horyzont (1973) jako pielęgniarka
- Papierowy tygrys (1975) jako Madame Kagoyama
- Bitwa o Midway (1976)
- Niezły pasztet (1978) jako sprzedawczyni
- Szogun (1980; serial TV) jako Kiri
- Wyzwanie (1982) jako Machiko Yoshida, żona Satoru Yoshidy